# Am Christbusch
Am Christbusch ist eine Ortslage in der Mitte der bergischen Großstadt Wuppertal.

## Lage und Beschreibung
Die Ortslage befindet sich im Osten des Wohnquartiers Hesselnberg im Stadtbezirk Barmen auf einer Höhe von 194 m ü. NHN im Bereich der heutigen gleichnamigen Straße Christbusch am Unterbarmer Friedhof. Der ursprüngliche Wohnplatz wurde mit Werksanlagen und der Hauptverwaltung der Dr. Herberts & Co GmbH überbaut. Südlich erstreckt sich hinauf auf die Wuppertaler Südhöhen das gleichnamige Waldgebiet Christbusch.
Benachbarte Ortslagen sind neben der umfangreichen Bebauung Unterbarmens die Ortslagen Am Schuwan, Froweinbusch, Brassiepen, Bendahl, Dausendbusch, Aue, Bireneichen und In der Mauer.

## Etymologie und Geschichte
Der Name weist auf das Waldgebiet hin, dessen Besitzer eine Familie oder Person namens Christ gewesen sein soll.
Der Ort ist auf der Topographischen Aufnahme der Rheinlande von 1824 als Christbuch und auf der Preußischen Uraufnahme von 1843 unbeschriftet eingezeichnet. Im Plan der Stadt Barmen von 1863 heißt der Ort Am Christbusch.
1815/16 werden 154 Einwohner gezählt. Der laut der Statistik und Topographie des Regierungsbezirks Düsseldorf 1832 als Ackergut kategorisierte Ort wurde als Christbusch bezeichnet und besaß zu dieser Zeit acht Wohnhäuser und vier landwirtschaftliche Gebäude. Zu dieser Zeit lebten 180 Einwohner im Ort, davon neun katholischen und 171 evangelischen Glaubens.
Ab 1891 wurde auf dem Gelände des Wohnplatzes das Werk I des Lackherstellers Herberts errichtet, in dem später die Verwaltung eingerichtet wurde. Bis heute befindet sich dort die Verwaltung der Nachfolgefirma Axalta Coating Systems (ehemals DuPont Performance Coatings (DPC) GmbH).